# 豊山町立新栄小学校
豊山町立新栄小学校（とよやまちょうりつ しんえいしょうがっこう）は、愛知県西春日井郡豊山町にある町立の小学校。

## 沿革
- 1967年（昭和47年） - 豊山小学校から分離独立する形で開校。

## 所在地
- 愛知県西春日井郡豊山町大字青山字東川100